# Hans Hermann Glunz
Hans Hermann Glunz (* 12. Mai 1907 in Mainz; † 3. März 1944 in Russland) war ein deutscher Anglist und Hochschullehrer.

## Leben und Wirken
Hans Hermann Glunz studierte nach seiner 1925 in Darmstadt erworbenen Reifeprüfung Anglistik, Romanistik und Germanistik an der Universität Frankfurt/M. Im Sommersemester 1926 studierte er an der Universität München. Im Jahre 1928 promovierte er an der Universität München bei dem Anglisten Max Förster. Von 1929 bis 1930 arbeitete er als wissenschaftlicher Assistent an der Universität Köln. Nach einem Studienaufenthalt an der Universität Cambridge (Trinity College) erfolgte dort 1932 weitere Promotion zum Ph.D. bei Francis Crawford Burkitt mit einer Arbeit aus dem Bereich der frühen Kirchengeschichte. Im gleichen Jahr habilitierte sich Glunz an der Universität Köln. Nach kurzer Lehrtätigkeit an den Universitäten Köln und Bonn erhielt er 1934 eine Professur an der Universität Frankfurt. Während des Zweiten Weltkriegs als Soldat eingesetzt, kam er im März 1944 an der Ostfront zu Tode. 
Glunz beschäftigte sich vor allem mit der Anglistischen Mediävistik, vom Altenglischen bis zu William Shakespeare. Seine Monographie zur Literarästhetik des europäischen Mittelalters, worin er die Entwicklung der mittelalterlichen Dichteridentität vom poeta-artifex hin zum modernen poeta-creator diagnostizierte, brachte ihm internationale Anerkennung.

## Veröffentlichungen
- Die lateinische Vorlage der westsächsischen Evangelienversion (= Beiträge zur englischen Philologie, Bd. 9). Tauchnitz, Leipzig 1928 (= Dissertation Universität München) (Reprint: Johnson, New York 1967).
- Die Verwendung des Konjunktivs im Altenglischen (= Beiträge zur englische Philologie, Bd. 11). Tauchnitz, Leipzig 1929 (Reprint: Johnson, New York 1967).
- Britannien und der Bibeltext. Der Vulgatatext der Evangelien in seinem Verhältnis zur irisch-angelsächsischen Kultur des Frühmittelalters (= Kölner anglistische Arbeiten, Bd. 12). Tauchnitz, Leipzig 1930 (Reprint: Johnson, New York/London 1966).
- History of the Vulgata in England. From Alcuin to Roger Bacon. Being an inquiry into the text of some English manuscripts of the Vulgate Gospels. Cambridge University Press, Cambridge 1933 (= Dissertation University of Cambridge).
- Die Literarästhetik des europäischen Mittelalters. Wolfram, Rosenroman, Chaucer, Dante (= Das Abendland, Bd. 2). Pöppinghaus, Bochum-Langendreer 1937 (2. Aufl. Klostermann, Frankfurt/M. 1963).
- Shakespeare und Morus (= Kölner anglistische Arbeiten, Bd. 32). Pöppinghaus, Bochum 1938.
- Shakespeares Staat (= Frankfurter wissenschaftliche Beiträge. Kulturwissenschaftliche Reihe, Bd. 3). Klostermann, Frankfurt/M. 1940.
- Der "Hamlet" Shakespeares (= Wissenschaft und Gegenwart, Bd. 13). Klostermann, Frankfurt/M. 1940.
- Nationale Eigenart im mittelalterlichen Schrifttum Englands. In: Paul Meissner (Hrsg.): Grundformen der englischen Geistesgeschichte. Kohlhammer, Stuttgart 1941, S. 97–189.